# All Killer No Filler
All Killer No Filler – drugi studyjny album zespołu Sum 41. Został wydany 8 maja 2001 przez Island Records. Album jest bardziej melodyjny od pierwszego, a rodzaj muzyki jest z gatunku pop punk.

## Lista utworów
1. „Introduction to Destruction” – 0:37
2. „Nothing on My Back” – 3:01
3. „Never Wake Up” – 0:49
4. „Fat Lip” – 2:58
5. „Rhythms” – 2:58
6. „Motivation” – 2:50
7. „In Too Deep” – 3:27
8. „Summer” – 2:49
9. „Handle This” – 3:37
10. „Crazy Amanda Bunkface” – 2:15
11. „All She's Got” – 2:21
12. „Heart Attack” – 2:49
13. „Pain for Pleasure” – 1:42